# Agrilus gibbosus
Agrilus gibbosus é uma espécie de inseto do género Agrilus, família Buprestidae, ordem Coleoptera. Foi descrita cientificamente por Kerremans, 1899.